# 斯莱塔拉山
斯莱塔拉山是法罗群岛最高峰，海拔880米，位于东岛北端。“斯莱塔拉”意为“平的山顶”。在良好的天气情况下，在山顶上能够俯瞰整个群岛。该山峰为法罗群岛海拔超过800米的十座山峰之一。